# Peter Luczak
Peter Kris Luczak (* 31. August 1979 in Warschau, Polen) ist ein ehemaliger australischer Tennisspieler.

## Karriere
Luczak wurde in Warschau geboren und zog mit seiner Familie im Alter von 9 Monaten nach Melbourne. Mit 5 Jahren kam er durch seinen Vater zum Tennisspielen. Auf der Junior Tour hatte er kaum Erfolg, darüber hinaus bekam er keine Unterstützung von Tennis Australia oder Sponsoren. Schließlich bekam er ein Stipendium an der California State University, wo er Finance studierte und im College Tennis den Rekord der Hochschule für die meisten siegreichen Tennismatches in Serie hält. Zwischen 1998 und 2001 war er 27 Spiele in Folge ungeschlagen.
Luczak gewann 2001 vier Future-Turniere, nachdem er im Vorjahr Profi wurde. Im Juli 2002 siegte er bei seinem ersten Challenger-Turnier im kanadischen Granby. Peter Luczak gewann in seiner Karriere 19 Challengers, davon 12 im Einzel. Von diesen Titeln gewann er 14 auf Sand und 5 auf Hartplatz.
Sein erstes Grand-Slam-Turnier spielte er 2003 bei den Australian Open, wo er auf Anhieb die dritte Runde erreichte und dort gegen Mario Ančić verlor. Beim Turnier in Costa do Sauípe erreichte er 2005 das einzige Mal in seiner Karriere ein Halbfinale im Einzel. Dort verlor er gegen Alberto Martín. Seinen größten Erfolg im Rahmen der ATP World Tour feierte Luczak 2008 mit dem Einzug ins Finale des Turniers in Buenos Aires, wo er mit seinem Partner Werner Eschauer gegen Agustín Calleri und Luis Horna unterlag. 2007 war er erstmals in den Top 100 der Weltrangliste, 2008 musste er einige Monate wegen einer Verletzung pausieren und fiel zurück. 2009 erreichte er schließlich in seiner besten Saison im Oktober seine höchste Platzierung mit einem 64. Rang.
Bei den Commonwealth Games 2010 holte Luczak zusammen mit Paul Hanley in der Doppelkonkurrenz die Goldmedaille. Sie besiegten im Finale die Engländer Ross Hutchins und Ken Skupski.
Nach der Erstrundenniederlage im Doppel bei den Australian Open 2012 beendete Luczak seine Karriere. 2015 spielte er im italienischen Lecco noch einmal ein Turnier der Future-Kategorie, das er gewann sowie 2016 das Challenger-Turnier in Tallahassee, wo er das Finale erreichte – jeweils im Doppel. Dort spielte er mit seinem Schüler Marc Polmans, den er genau wie Blake Mott trainiert.
2005 gab Luczak seine Premiere für die australische Davis-Cup-Mannschaft. Für die hat er in 7 Begegnungen eine Bilanz von 4:6.

## Persönliches
Luczak ist verheiratet mit der Adeligen Anna Catarina Ericsdotter Queckfeldt, eine Enkelin der Olympiadritten Maud von Rosen. Sie haben einen Sohn und leben auf der Mornington-Halbinsel in Australien.

## Erfolge
| Legende (Anzahl der Siege)                       |
| Grand Slam                                       |
| Tennis Masters Cup ATP World Tour Finals         |
| ATP Masters Series ATP World Tour Masters 1000   |
| ATP International Series Gold ATP World Tour 500 |
| ATP International Series ATP World Tour 250      |
| ATP Challenger Tour (19)                         |

### Einzel

#### Turniersiege
| Nr. | Datum            | Turnier    | Belag     | Finalgegner          | Ergebnis        |
| --- | ---------------- | ---------- | --------- | -------------------- | --------------- |
| 1.  | 14. Juli 2002    | Granby     | Hartplatz | Alex Bogomolow       | 6:3, 7:66       |
| 2.  | 4. April 2004    | Canberra   | Sand      | Juan Pablo Brzezicki | 6:2, 6:1        |
| 3.  | 16. Mai 2004     | Košice     | Sand      | Janko Tipsarević     | 7:5, 7:5        |
| 4.  | 6. November 2005 | Caloundra  | Hartplatz | Alun Jones           | 7:5, 7:61       |
| 5.  | 31. März 2007    | Fès        | Sand      | Juri Schtschukin     | 6:2, 6:73, 7:61 |
| 6.  | 12. Mai 2007     | Maspalomas | Sand      | Santiago Ventura     | 6:76, 6:3, 7:5  |
| 7.  | 10. Juni 2007    | Fürth (1)  | Sand      | Fabio Fognini        | 4:6, 6:2, 6:2   |
| 8.  | 17. Juni 2007    | Bytom      | Sand      | Simone Vagnozzi      | 6:3, 6:3        |
| 9.  | 19. Oktober 2008 | Montevideo | Sand      | Nicolás Massú        | kampflos        |
| 10. | 7. Juni 2009     | Fürth (2)  | Sand      | Juan Pablo Brzezicki | 6:2, 6:0        |
| 11. | 26. Juli 2009    | Posen      | Sand      | Juri Schtschukin     | 3:6, 7:64, 7:66 |
| 12. | 16. August 2009  | Cordenons  | Sand      | Olivier Rochus       | 6:3, 3:6, 6:1   |

### Doppel

#### Turniersiege
| Nr. | Datum            | Turnier    | Belag     | Partner          | Finalgegner                     | Ergebnis          |
| --- | ---------------- | ---------- | --------- | ---------------- | ------------------------------- | ----------------- |
| 1.  | 23. März 2002    | Hamilton   | Hartplatz | Jaymon Crabb     | Yves Allegro Justin Bower       | 7:5, 6:4          |
| 2.  | 2. November 2002 | Tyler      | Hartplatz | Dmitri Tursunow  | Jason Marshall Anthony Ross     | 6:1, 6:4          |
| 3.  | 15. Mai 2004     | Košice     | Sand      | Devin Bowen      | Jan Hernych Petr Kralert        | 6:2, 7:66         |
| 4.  | 5. November 2005 | Caloundra  | Hartplatz | Shannon Nettle   | Robert Smeets Aleksandar Vlaski | 6:74, 6:4, 6:2    |
| 5.  | 16. Mai 2009     | Zagreb     | Sand      | Alessandro Motti | Brendan Evans Ryan Sweeting     | 6:4, 6:4          |
| 6.  | 2. August 2009   | Tampere    | Sand      | Juri Schtschukin | Simone Vagnozzi Uros Vico       | 6:1, 6:76, [10:4] |
| 7.  | 21. März 2011    | Marrakesch | Sand      | Alessandro Motti | Jamie Cerretani Adil Shamasdin  | 7:65, 7:63        |

#### Finalteilnahmen
| Nr. | Datum            | Turnier          | Belag | Partner         | Finalgegner                       | Ergebnis          |
| --- | ---------------- | ---------------- | ----- | --------------- | --------------------------------- | ----------------- |
| 1.  | 24. Februar 2008 | Buenos Aires (1) | Sand  | Werner Eschauer | Agustín Calleri Luis Horna        | 0:6, 7:65, [2:10] |
| 2.  | 21. Februar 2010 | Buenos Aires (2) | Sand  | Simon Greul     | Sebastián Prieto Horacio Zeballos | 6:74, 3:6         |